# Clasicismo de Weimar

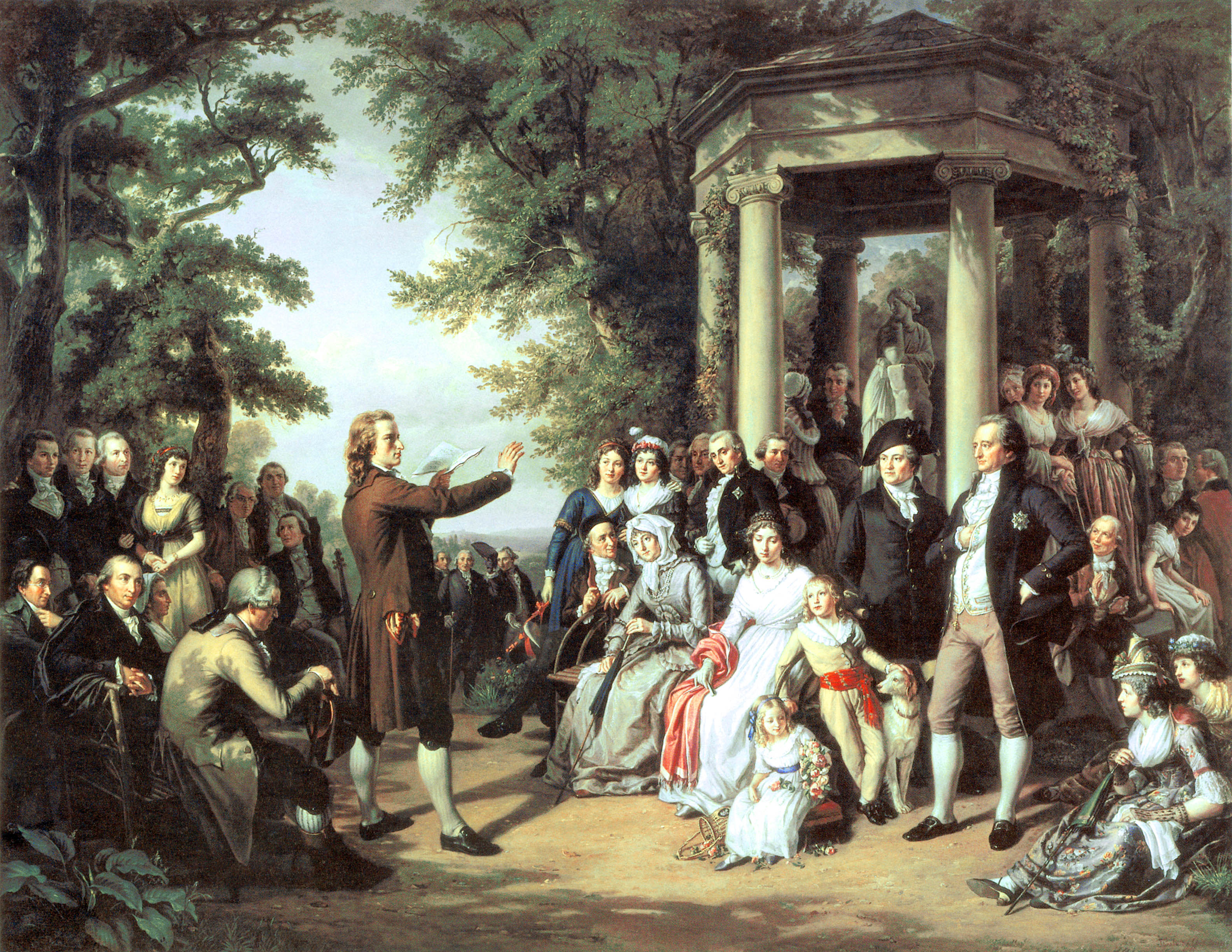
Jardín de las Musas en Weimar (1860) por Theobald Freiherr von Oer. Schiller lee en Tiefurt, Weimar. Goethe puede ser visto entre la audiencia.

El Clasicismo de Weimar (en el alemán original, Weimarer Klassik o Weimarer Klassizismus) fue un movimiento cultural y literario europeo cuyas ideas centrales parten de la obra de Johann Wolfgang von Goethe y Johann Christoph Friedrich von Schiller en el periodo 1788–1832.
Aunque el estatus del Clasicismo de Weimar como «movimiento» y «clásico» ha sido cuestionado por algunos académicos e historiadores, especialmente fuera de Alemania, su creciente importancia inmediata precipitó una mayor consciencia de ella dentro de los participantes del movimiento y entre los estudiosos alemanes. Ya que hoy en día apenas se siguen las visiones personales de Goethe y Schiller sobre la Antigüedad Clásica, se ha remarcado que fueron precursores «prematuros» del movimiento. Es, sin embargo, claro que sus esfuerzos profundizaron y contribuyeron en áreas como la filosofía, la ciencia, la psicología, el arte, la literatura y la estética.

## Trasfondo filosófico
La Ilustración alemana, tradicionalmente denominada neoclásica supuso la síntesis del empirismo y racionalismo en la obra de Christian Thomasius (1655–1728) y Christian Wolff (1679–1754). Su filosofía fue ampliamente divulgada (Popularphilosophen) en muchas revistas (“moralische Wochenschriften”), periódicos, enciclopedias y diccionarios junto a su oposición, el pietismo. Esto supuso una expansión de la lengua alemana y de la cultura europea. La imposibilidad de este visión de sentido común de unir "sentimiento" y "pensamiento" así como "cuerpo" y "mente" llevó a Immanuel Kant a una época de filosofía crítica. Otra aproximación al problema fue la dominante preocupación por la estética. En su Aesthetica de 1750 (vol. II; 1758) Alexander Baumgarten (1714–62) definió estética, que había acuñado en 1735 con las actuales connotaciones como la "ciencia" de las "bajas facultades" en referencia al sentimiento, sensaciones... que habían sido negados por los ilustrados. A pesar de todo, confusiones con el término latino debido al uso de la palabra de acuerdo a interpretaciones alemanas llevaron a subestimar su logro.) No era una búsqueda de sensaciones positivas sino una forma de conocimiento. El énfasis de Baumgarten en la necesidad de esta conocimiento "sensible" fue un punto importante del prerromanticismo conocido como Sturm und Drang (1765), del que Goethe y Schiller fueron notables participantes.
Estas y otras publicaciones asentaron la escena para una "lucha cultural" (“Kulturkampf”) que sería más tarde conocida como el periodo del Clasicismo de Weimar. La educación por el arte fue usada para alcanzar una verificable relación entre "acción" y "entendimiento" que revelaban el desarrollo de Goethe y Schiller de un entorno cultural floreciente e inervaban al hombre para crear "unidad" en el proceso. Se entroncaba particularmente en esto las Cartas Estéticas de Schiller (en las que basó Goethe su cuento de hadas La Serpiente Verde y la Bella Lily).

## Contexto cultural e histórico
Después de la separación de Wieland y Herder, el movimiento del Clasicismo de Weimar se inscribe a menudo entre la primera estancia de Goethe en Roma (1786) y la muerte de Schiller (1805), su amigo y colaborador, subestimando especialmente la influencia de Wieland en la vida intelectual y poética alemana. Por lo tanto, el Clasicismo de Weimar también podría comenzar con la llegada a Weimar de Wieland (1772) y extenderse más allá de la muerte de Schiller hasta la muerte de Wieland (1813) o incluso la del propio Goethe (1832).
En Italia, Goethe intentó redescubrirse como escritor y convertirse en artista, a través de una formación formal en Roma, la "escuela de arte" de Europa. Si bien fracasó como artista, Italia pareció haberlo convertido en un mejor escritor.
La evolución de Schiller como escritor estaba siguiendo un camino similar al de Goethe. Había comenzado como un escritor de dramas salvajes, violentos y emocionales. A fines de la década de 1780, adoptó un estilo más clásico. En 1794, Schiller y Goethe se hicieron amigos y aliados en un proyecto para establecer nuevos estándares para la literatura y las artes en Alemania.
En contraste, el movimiento literario contemporáneo y eflorescente del romanticismo alemán se oponía a Weimar y al clasicismo alemán, especialmente a Schiller. De esta forma, ambos pueden ser mejor comprendidos, incluso en la medida en que Goethe lo critica de forma continua y rigurosa a través de muchos de sus ensayos, como "Sobre el diletantismo", sobre arte y literatura. Después de la muerte de Schiller, la continuidad de estas objeciones aclara en parte la naturaleza de las ideas de Goethe en el arte y cómo se entremezclaron con su pensamiento científico, en la medida en que le da coherencia al trabajo de Goethe. El clasicismo de Weimar se puede ver como un intento de reconciliar, en "síntesis binaria", el vivo sentimiento enfatizado por el movimiento Sturm und Drang con el pensamiento claro enfatizado por la Ilustración, lo que implica que el Clasicismo de Weimar es intrínsecamente no platónico. En este sentido Goethe comentó:
   "La idea de la distinción entre poesía clásica y romántica [Dichtung], que ahora se extiende por todo el mundo, y ocasiona tantas disputas y divisiones, provino originalmente de Schiller y de mí mismo. Establecí la máxima del tratamiento objetivo de la poesía, y no permití ninguna otra; pero Schiller, que trabajó bastante de manera subjetiva, consideró que su manera era la correcta, y para defenderse de mí, escribió el tratado sobre "Poesía ingenua y sentimental". Me demostró que yo mismo, en contra de mi voluntad, era romántico, y que mi 'Ifigenia', a través del predominio del sentimiento, no era de ninguna manera tan clásica y tan en el espíritu antiguo como suponían algunas personas".
   "Los Schlegel tomaron esta idea y la llevaron más allá, de modo que ahora se ha difundido por todo el mundo; y todos hablan de clasicismo y romanticismo, de lo que nadie pensó hace cincuenta años ".
El movimiento de Weimar fue notable por su inclusión de escritoras. Die Horen incluyó obras de varias mujeres, incluida una novela publicada en serie, Agnes von Lilien, por la cuñada de Schiller, Caroline von Wolzogen. Otras mujeres publicadas por Schiller incluyen a Sophie Mereau, Friederike Brun, Amalie von Imhoff, Elisa von der Recke y Louise Brachmann.
Entre 1786 y la muerte de Schiller en 1805, él y Goethe trabajaron para reclutar una red de escritores, filósofos, eruditos y artistas para su causa. Esta alianza más tarde se conoció como el "Clasicismo de Weimar", y llegó a formar parte de la base de la comprensión de Alemania en el siglo XIX como una cultura y a la unificación política de Alemania.

## Principios estéticos y filosóficos
Estos son los elementos esenciales utilizados por Goethe y Schiller:
- Gehalt: el "pensamiento-fiel" inexpresable, que está vivo en el artista y que él o ella encuentra que significa expresarse dentro de la forma estética, por lo tanto, Gehalt está implícito en la forma. El pensamiento (Gehalt) no se puede reducir a su contenido (Inhalt).
- Gestalt: la forma estética, en la que se estratifica la importancia de la obra, que surge de la regulación de las formas (retóricas, gramaticales, intelectuales, etc.) abstraídas del mundo o creadas por el artista, prevaleciendo las relaciones sensoriales dentro del medio empleado.
- Stoff: Schiller y Goethe reservan esto (casi exclusivamente) para las formas tomadas del mundo o que se crean. En una obra de arte, Stoff (designado como "Inhalt", o "contenido", cuando se observa en este contexto) es ser "indiferente" ("gleichgültig"), es decir, no debe despertar un interés indebido, desviando la atención de la forma estética. De hecho, Stoff (es decir, también el medio a través del cual el artista crea) necesita estar en un estado de unidad tan completo con la Gestalt del arte-símbolo que no puede abstraerse excepto a costa de destruir las relaciones estéticas establecidas por el artista. artista.

## Autores principales

### Goethe y Schiller
Aunque las obras que produjo Goethe, como Wilhelm Meister, Faust y West-östlicher Divan, donde abundan las ironías juguetonas y turbulentas, pueden prestar al Clasicismo de Weimar el doble e irónico título "Romanticismo de Weimar", sin embargo, se debe entender que Goethe constantemente exigió que la distancia, a través de la ironía, se impregnara dentro de una obra para producir un efecto estético.
Schiller fue muy prolífico durante este período, escribiendo sus obras Wallenstein (1799), Mary Stuart (1800), La doncella de Orleans (1801), La novia de Messina (1803) y Guillermo Tell (1804).